# Kobarid
Kobarid (em italiano:  Caporetto e em alemão:  Karfreit) é um município da Eslovênia. A sede do município fica na localidade de mesmo nome, nas margens do rio Soča, próxima à fronteira com a Itália.
Kobarid ficou conhecida durante a Primeira Guerra Mundial pela Batalha de Caporetto, que teve lugar entre 24 e 25 de novembro de 1917 em seus arredores, numa ofensiva dos exércitos austro-alemães que derrotaram as tropas italianas. A batalha está bem documentada num museu no centro da localidade, tendo esse museu obtido um prémio em 1993 atribuído pelo Conselho da Europa.
De 1920 a 1947 fez parte do Reino da Itália, pertencente à província de Gorizia. O território municipal atual é resultado da agregação dos municípios extintos de Bergogna, Creda, Dresenza, Idresca d'Isonzo, Libussina, Luico, Sedula e Ternova d'Isonzo.

## Localidades
O município é dividido em 33 localidades (naselja):
- Aùssa (Avsa)
- Boreana (Borjana)
- Bergogna (Breginj)
- Caporetto (Kobarid), sede municipal
- Comes (Homec)
- Cossis (Koseč)
- Creda (Kred)
- Dresenza (Drežnica)
- Geserza (Jeserca)
- Idresca (Idrsko)
- Iusceco (Jevšček)
- Ladra (Ladra)
- Libussina (Libušnje)
- Longo (Logje)
- Luico (Livek)
- Magosti (Magozd)
- Molin d'Idresca (Mlinsko)
- Montenero di Caporetto (Krn)
- Perati di Luico (Perati)
- Podibela S. Elena al Natisone (Podbela)
- Potocchi di Creda (Potoki)
- Raune di Dresenza (Drežiniške Ravne)
- Raune di Luico (Livške Ravne)
- Robis (Robič)
- Robedischis (Robidišče)
- Sedula (Sedlo)
- Sella di Caporetto (Staro Selo)
- Smasti (Smast)
- Stanovischis (Stanovišče)
- Susida (Sužid)
- Ternova d'Isonzo (Trnovo ob Soči)
- Ursina (Vrsno)
- Villa Svina (Svino)

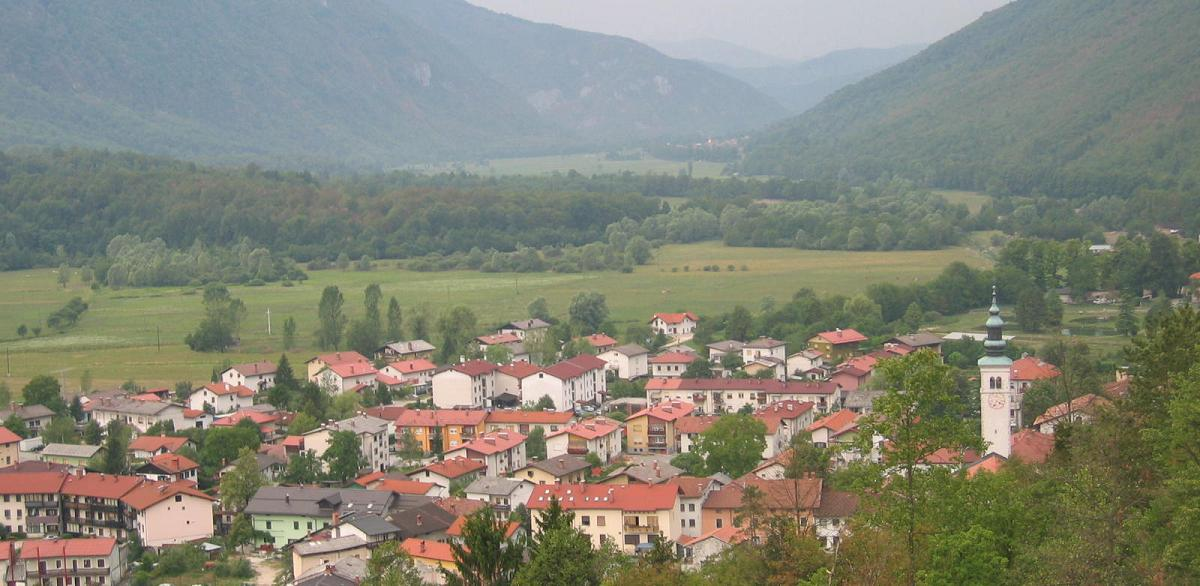
Vista de Kobarid
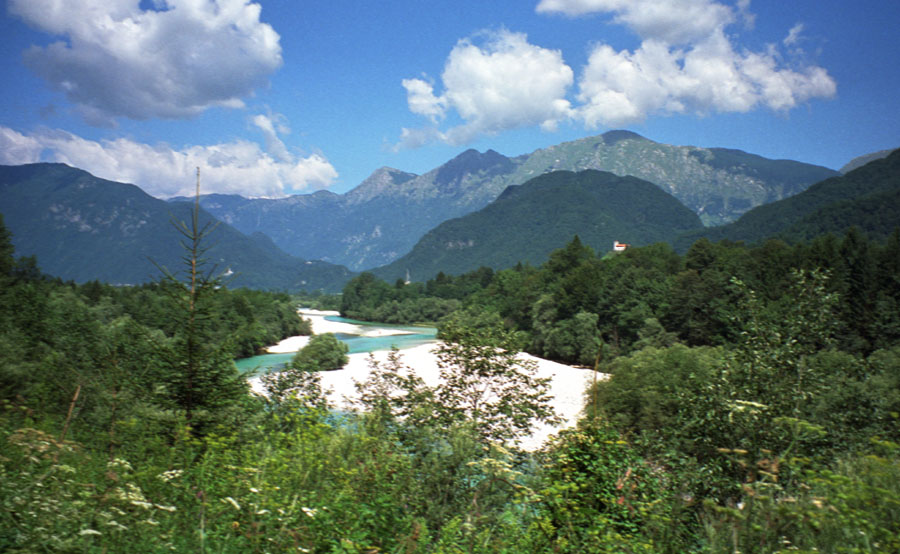
Rio Soča próximo de Kobarid
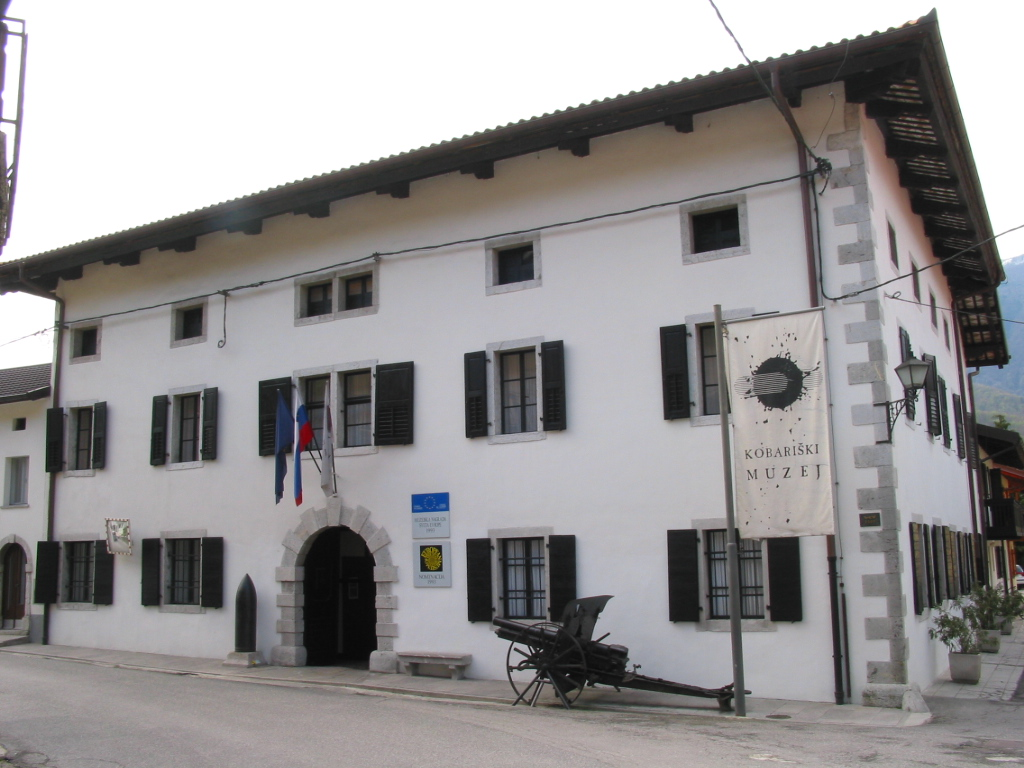
Museu da Primeira Guerra Mundial